# Підшкірний прошарок
Підшкірний прошарок, або підшкір'я — найглибша покривна тканина хребетних мезенхімального походження, розташована під дермою. 
Складається переважно з пухкої сполучної тканини та підшкірної жирової клітковини, клітинні елементи представлені адипоцитами, фібробластами та макрофагами.[джерело?]
Слугує для зв'язку шкіри з глибокими фасціями за допомогою сполучнотканинних волокон, містить волосяні фолікули, кровоносні та лімфатичні судини, нерви тощо; депонує значну кількість жиру (за винятком повік, зовнішніх чоловічих статевих органів, ареол та сосків). Підшкірний жир бере участь у гомеостазі, захищаючи організм від втрати тепла. Зменшує шкоду від механічних пошкоджень та електричних розрядів.